# Coulterophytum pubescens
Coulterophytum pubescens är en flockblommig växtart som beskrevs av John Merle Coulter och Joseph Nelson Rose. Coulterophytum pubescens ingår i släktet Coulterophytum och familjen flockblommiga växter. Inga underarter finns listade i Catalogue of Life.